# 亞歷山德拉·克魯尼奇
亞歷山德拉·克魯尼奇（英語：Aleksandra Krunić，1993年3月15日—）是塞爾維亞职业网球女运动员，2010年轉職業。她的WTA生涯最高單打排名為第39（2018年6月18日）。她的最高雙打排名是43名。

## 外部連結
- 亞歷山德拉·克魯尼奇的国际女子网球协会官方資料（英文）
- 亞歷山德拉·克魯尼奇的國際網球總會 職業／青少年 官方資料（英文）